# Пустова Феня Дмитрівна
Феня Дмитрівна Пустова (нар. 8 жовтня 1928, Харківщина — пом. 28 травня 2010, Костянтинівка, Донецька область) — українська науковиця, франкознавиця, краєзнавиця та освітянка. Членкиня Донецького обласного Товариства української мови імені Т.Г.Шевченка.
Наукові інтереси: франкознавство, питання теорії та історії літератури ХІХ століття, методика вивчення фольклору як специфічного виду мистецтва і літератури та народознавство.

## Життєпис
Закінчила середню школу закінчила в м. Костянтинівці, що на Донеччині. У 1948‑1953 роках навчалася в Харківському університеті. Після його закінчення працювала вчителькою української мови і літератури у м. Костянтинівка. Закінчила аспірантуру Харківського університету з філології. З серпня 1958 року працювала в Донецькому національному університеті.

## Творчий доробок
Див. також Електронний каталог ЦНБ Харківського національного університету імені В.Н. Каразіна [Архівовано 6 січня 2017 у Wayback Machine.]
- Пустова, Феня Дмитрівна. Іван Франко - теоретик літератури / Феня Дмитрівна Пустова . – К.; Донецьк : Вища школа, 1976 . – 144 с.
- Пустова, Феня Дмитрівна. Тропіка в художньому творі / Феня Дмитрівна Пустова . – Донецьк : Видавництво Донецького державного університету, 1972 . – 54 с.
- Пустова, Феня Дмитрівна. Іван Франко - історик української літератури / Феня Дмитрівна Пустова . – Київ : Вища школа, 1989 . – 147 с. - ISBN 5-11-001214-8 .
- Франко, Іван Якович. Краса і секрети творчості : статті, дослідження, листи / Іван Якович Франко ; Упоряд., приміт. Феня Дмитрівна Пустова, Роман Теодорович Гром'як . – Київ : Мистецтво, 1980 . – 500 с.
- Пустова, Феня Дмитрівна. Іван Франко-теоретик літератури / Феня Дмитрівна Пустова . – [б. м.] Видавництво Донецького державного університету, 1970 . – 67 с.
- Оліфіренко Вадим, Феня Пустова / Таємниця духовного скарбу. Із популярного народознавства, Донецьк: журнал “Донбас”, 1-6/1994 , спецвипуск / ISSN 0321-1363,  192 с.